# Caroline von Braunschweig-Wolfenbüttel

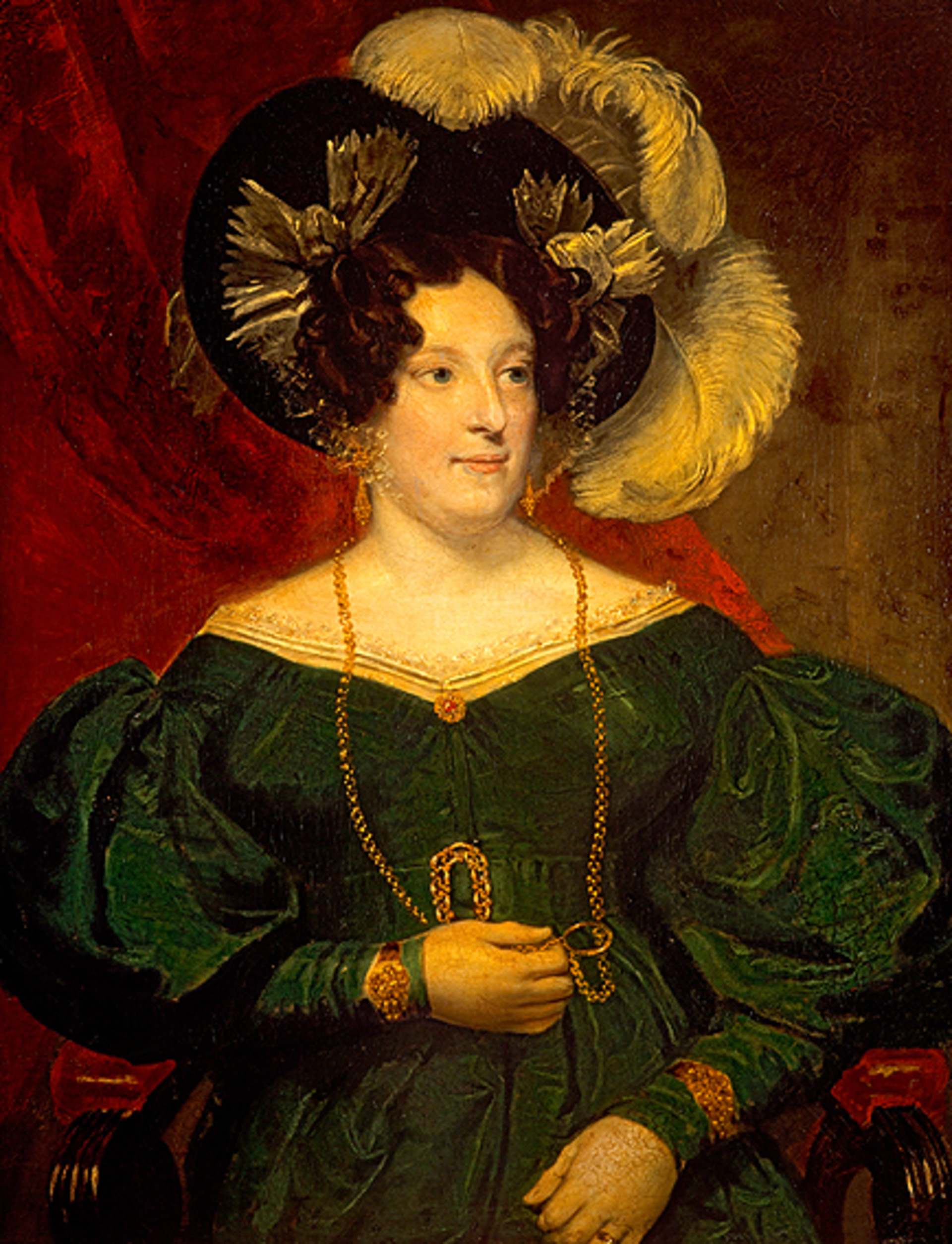
Königin Caroline (1820)

Caroline Amalie Elisabeth von Braunschweig-Wolfenbüttel (* 17. Mai 1768 auf Schloss Richmond, Braunschweig; † 7. August 1821 in Hammersmith, London) war eine Angehörige der Dynastie der Welfen und durch ihre Ehe mit Georg IV. als Queen Caroline Königin von Großbritannien, Irland und Hannover.

## Kindheit und Jugend

Wappen von Caroline von Braunschweig als britische Königin

Caroline war die zweite Tochter des Herzogs Karl Wilhelm Ferdinand von Braunschweig-Wolfenbüttel (1735–1806) und der Prinzessin Augusta von Hannover (1737–1813), einer Schwester des britischen Königs Georg III. Ihr Vater, ein Lieblingsneffe Friedrichs des Großen, hatte sich als Feldherr im Siebenjährigen Krieg ausgezeichnet.
Als Kind war sie hin- und hergerissen zwischen ihrem übervorsorglichen Vater und der verbitterten Mutter. Sie wuchs ziemlich ungezügelt heran, zum Leidwesen ihrer Lehrer und Gouvernanten, da sie ein aufsässiges und respektloses Kind war, wild, ungebärdig, burschikos und vorlaut. Sie spielte lieber mit den Brüdern als mit Mädchen und konnte Puppen nicht ausstehen, außerdem war sie ein ausgesprochen mutiges Kind. Um ihr alle Optionen für eine protestantische, katholische oder auch anglikanische Verehelichung offenzuhalten, erhielt sie keinerlei religiöse Erziehung. Graf Mirabeau urteilte nach einem Besuch am Braunschweiger Hof über die Prinzessin: „höchst liebenswert, lebhaft, verspielt, witzig und hübsch.“
Als sie sich im Alter von 18 Jahren in einen jungen Offizier verliebte, wurde dieser ins Feld abkommandiert und sie selber in das entlegene Jagdschloss Nienover im Solling geschickt, wo sie zur Vernunft kommen sollte. Diese Zeit genoss sie allerdings sehr, da sie dort tun und lassen konnte, was sie wollte – sie pflegte hier mit Bauern und anderen „gewöhnlichen“ Leuten Kontakte.

## Hochzeit

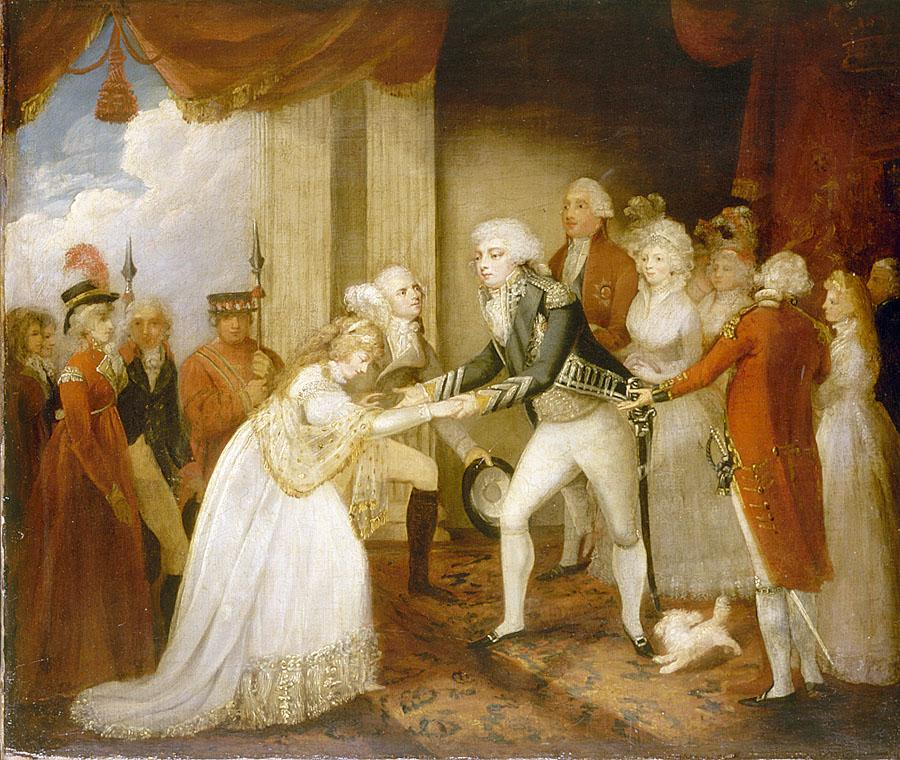
Ankunft Carolines 1795 bei ihrem Bräutigam im Carlton House

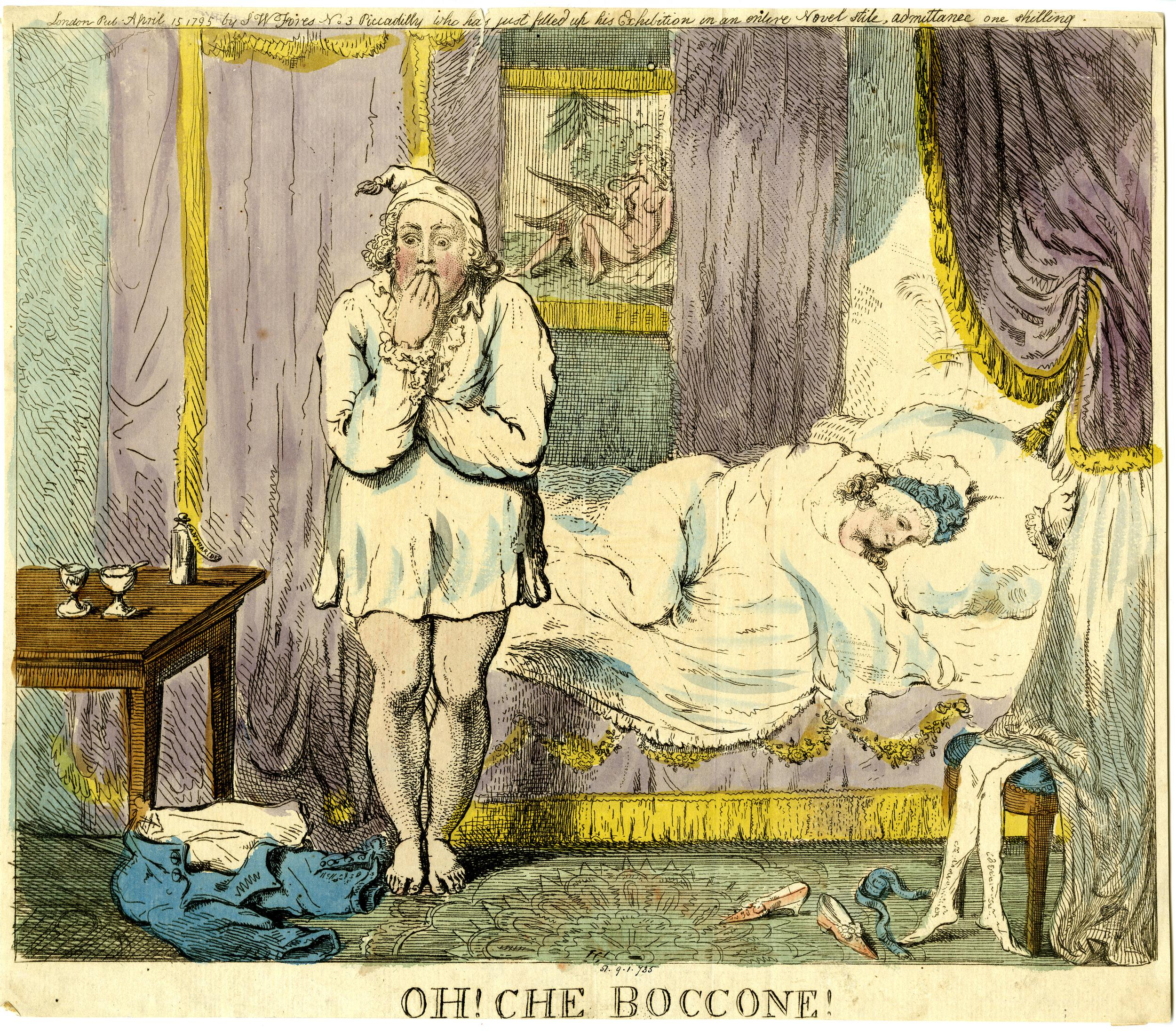
Karikatur auf die Hochzeitsnacht (1795)

Sie wurde am 7. April 1795 die Gemahlin ihres Cousins, des Fürsten von Wales und nachmaligen Königs Georg IV. Die Ehe wurde mehr als unglücklich. Die Prinzessin empfand ihren Bräutigam als viel zu dick und seinem Porträt völlig unähnlich. Georg war von Carolines Äußerem nicht angetan und zusätzlich von ihr abgestoßen, da sie ihre Kleider nicht wusch. Schon während der Hochzeit war Georg schwer betrunken und beide Eheleute waren sich von Anfang an abgeneigt. Die Hochzeitsnacht verbrachte Georg laut Angaben seiner Gemahlin im Vollrausch unter dem Kamingitter. Ihre Meinung über Georg brachte Caroline durch die Worte zum Ausdruck: „Mon père etait un héros, mon mari est un zéro.“ (Mein Vater war ein Held, mein Mann ist eine Null). Georg seinerseits empfand Caroline als unattraktiv und unpassend in ihrem wenig zurückhaltenden und häufig taktlosen Verhalten. In einem Brief, den er ein Jahr später an Lord Malmesbury richtete, vermutete er nicht nur, dass sie in der Hochzeitsnacht keine Jungfrau mehr gewesen war, sondern merkte auch an, wie abstoßend er ihren Mangel an körperlicher Hygiene empfand. Er hielt auch fest, dass er lediglich dreimal Geschlechtsverkehr mit seiner Ehefrau gehabt habe.
Zwar wurde die Prinzessin am 7. Januar 1796 Mutter einer Tochter, Charlotte; doch schon wenige Wochen später gingen beide getrennte Wege. Caroline wurde am Hof ignoriert und lebte im Carlton House faktisch unter Hausarrest, während Georg sich 1799 wieder seiner Mätresse Maria Fitzherbert zuwandte und sich seine schon 1785 geschlossene heimliche Ehe mit ihr vom Papst bestätigen ließ. Er wünschte sich jetzt die Scheidung von Caroline und ließ sie zu diesem Zweck überwachen. Kurz nach der Geburt seiner Tochter Charlotte setzte der Prince of Wales ein Testament auf, das deutlich machte, dass er sich nach wie vor Maria Fitzherbert verbunden fühlte. Sie sollte seine Haupterbin sein, während die ihm offiziell angetraute Caroline von Braunschweig nur einen Shilling erben sollte. Daneben hatte der Prince of Wales eine Reihe zum Teil lang währender Affären. Neben Lady Frances Jersey, die er zunächst als Hofdame Carolines einsetzte, zählten die bekannte Kurtisane Grace Elliott und die russische Adelige Olga Scherebzowa zu seinen Geliebten. Die sexuellen Freiheiten, die der Prince of Wales sich selbst herausnahm, gestand er Caroline allerdings nicht zu.
Die Parteigänger des Prinzen schnitten Caroline am Hof weitgehend, wohingegen weite Teile der britischen Presse ihre Partei ergriffen, insbesondere nachdem bekannt wurde, dass Lady Frances Villiers – offiziell eine der Hofdamen der Prinzessin und zu diesem Zeitpunkt Geliebte des Fürsten von Wales – Briefe Carolines an sich genommen und deren Inhalt am Hof verbreitet hatte. Auf Sympathie stieß Caroline von Braunschweig auch bei der britischen Bevölkerung. Opernbesuche gehörten zu den wenigen Gelegenheiten, bei denen die Fürstin von Wales öffentlich in Erscheinung trat. Das Publikum begrüßte sie dabei regelmäßig mit Ovationen, nicht zuletzt angefeuert durch Pressekommentare wie die des Morning Herald: „[…] das Land kennt ihren Wert, nimmt Teil an ihren Schwierigkeiten und bedauert, was man ihr antut.“

## Leben als Verstoßene
Trotz der Versöhnungsversuche durch Georg III., der von seinem Thronfolger ein beispielgebendes Eheleben erwartete, trennte sich das Paar 1797. Bereits im Frühjahr 1796 hatte Georg seiner Ehefrau schriftlich seine Trennungsabsichten mitgeteilt und festgehalten, dass er auf die Ausübung seiner ehelichen Rechte auch dann verzichten würde, sollte seiner Tochter, der zukünftigen Thronerbin, etwas zustoßen.

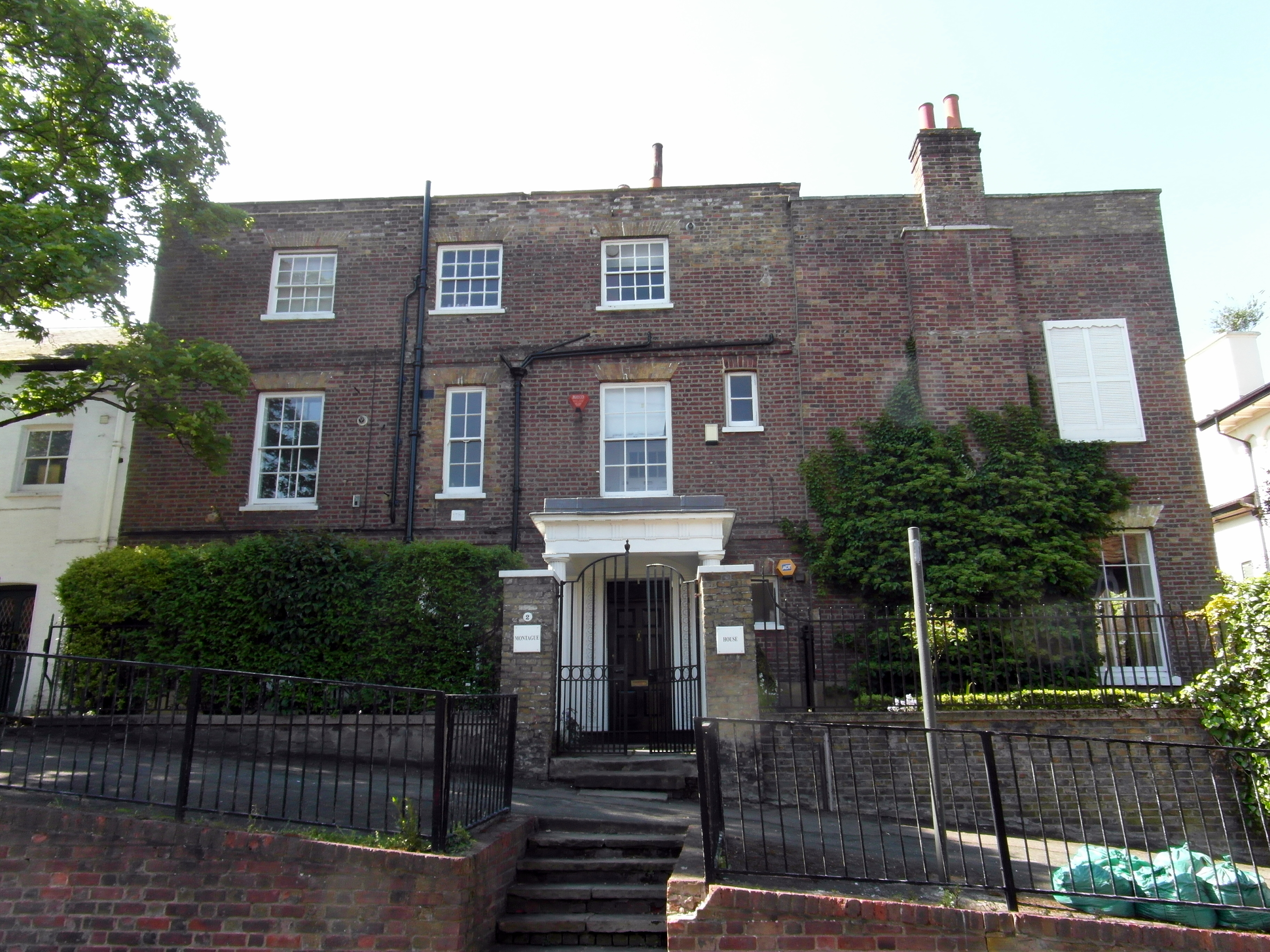
Montague House, Blackheath

Die Prinzessin von Wales verließ den Hof und ließ sich auf dem kleinen Landsitz Montague House im Londoner Vorort Blackheath nieder. Ihre Tochter lebte unweit von ihr unter der Aufsicht einer Gouvernante, was Caroline ermöglichte, sie regelmäßig zu sehen. In dem bescheidenen Haus führte sie ein von höfischen Zwängen freies und nach den Maßstäben ihrer Zeit unkonventionelles Leben. Ihre Abendgesellschaften dauerten häufig bis in die frühen Morgenstunden. Anstoß erregte sie, weil sie sich mitunter über Stunden nur einem ihrer Gäste widmete, häufig offen mit einem ihrer männlichen Besucher flirtete oder Gäste auch dann empfing, wenn sie mit ihrer zu Besuch weilenden Tochter auf dem Boden spielte. Zu ihren Gästen zählten Angehörige unterschiedlicher sozialer Schichten. Eine Reihe einflussreicher Politiker und Persönlichkeiten des Hofes legte durchaus Wert darauf, Kontakt mit ihr zu halten, da sie als Mutter der zukünftigen Thronerbin möglicherweise eines Tages erheblichen politischen Einfluss haben würde.
Zu den Charaktereigenschaften Carolines zählte eine große Zuneigung zu Kindern. Acht oder neun verwaiste Kinder ließ sie auf ihre Kosten in Pflegefamilien großziehen und kümmerte sich persönlich um deren Erziehung. Im November 1802 adoptierte sie schließlich den zu dem Zeitpunkt drei Monate alten Säugling William („Willy“) Austin, Sohn eines Segelmachers. Seine Eltern waren einfache Arbeiter und hatten sich an die für ihre Wohltätigkeit bekannte Prinzessin von Wales gewandt, weil ihr Einkommen kaum ausreichte, um ihre bereits vorhandenen Kinder großzuziehen. Anders als bei den übrigen Pfleglingen wurde William Austin direkt im Montague House untergebracht und von der Prinzessin persönlich umsorgt. Das plötzliche Vorhandensein eines Säuglings im Hause der Prinzessin ließ Gerüchte entstehen, sie sei selbst die Mutter. Caroline bemerkte daraufhin: „Beweist es nur, dann wird er euer König sein.“

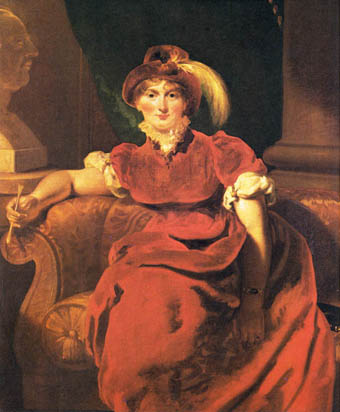
Caroline von Braunschweig (1804), Gemälde von Thomas Lawrence

Als sie 1806 auch noch des unerlaubten Umganges mit Kapitän Thomas Manby, dem Admiral Sidney Smith, George Canning, Thomas Lawrence und anderen verdächtigt wurde, setzte der König auf Drängen des Prince of Wales eine vierköpfige Untersuchungskommission ein, die heimlich die Lebensführung Caroline von Braunschweigs überprüfen sollte und die als „Delicate Investigation“ bezeichnet wird. Die Besetzung der Kommission war hochrangig; ihr gehörte unter anderem der Premierminister an. Durch englisches Recht war diese Kommission, die weder die Beschuldigte anhörte noch ihr Möglichkeiten des Widerspruches einräumte, jedoch nicht gedeckt. Die Kommission musste Caroline von Braunschweig schließlich von der Anschuldigung freisprechen, ein außereheliches Kind geboren zu haben, kritisierte aber ihre Lebensführung als „unbesonnen“. Obwohl keine Details der Untersuchung bekannt wurden, sickerte zumindest das Untersuchungsergebnis an die britische Presse durch. Diese ergriff zu großen Teilen erneut die Partei der Prinzessin. Caroline wurde 1807 durch ein Protokoll des Kronrats vollständig rehabilitiert. Deshalb konnte sie auch 1808 ihre Rechte als Princess of Wales wieder wahrnehmen und in den Kensington Palace übersiedeln.
1811 wurde Carolines Ehemann zum Prinzregenten für seinen geisteskranken Vater ernannt. Wiederum wurde es um Caroline einsamer, selbst der Kontakt zu ihrer geliebten Tochter Charlotte wurde auf zweimal monatlich reglementiert. In der Öffentlichkeit wurde Caroline jedoch auch aufgrund der Unbeliebtheit des Kronprinzen nach wie vor stürmisch verehrt. Im August 1814 verließ sie mit Bewilligung ihres Gemahls England, bereiste Deutschland, verweilte in Rom und Neapel und begab sich nach Griechenland, Kairo und Jerusalem, worauf sie sich, nach Italien zurückgekehrt, für längere Zeit in der Villa d’Este in Cernobbio am Comer See niederließ.
Abermals verbreiteten sich anstößige Gerüchte, diesmal über ihren Umgang mit dem italienischen Baron Bartolomeo Pergami, den sie als Kurier in ihre Dienste genommen hatte. Caroline, die sich inzwischen in Pesaro angesiedelt hatte, wurde erneut Ziel der Spionagetätigkeit ihres Gatten, der nach wie vor die Scheidung voranzutreiben suchte.

## Die verhinderte Königin

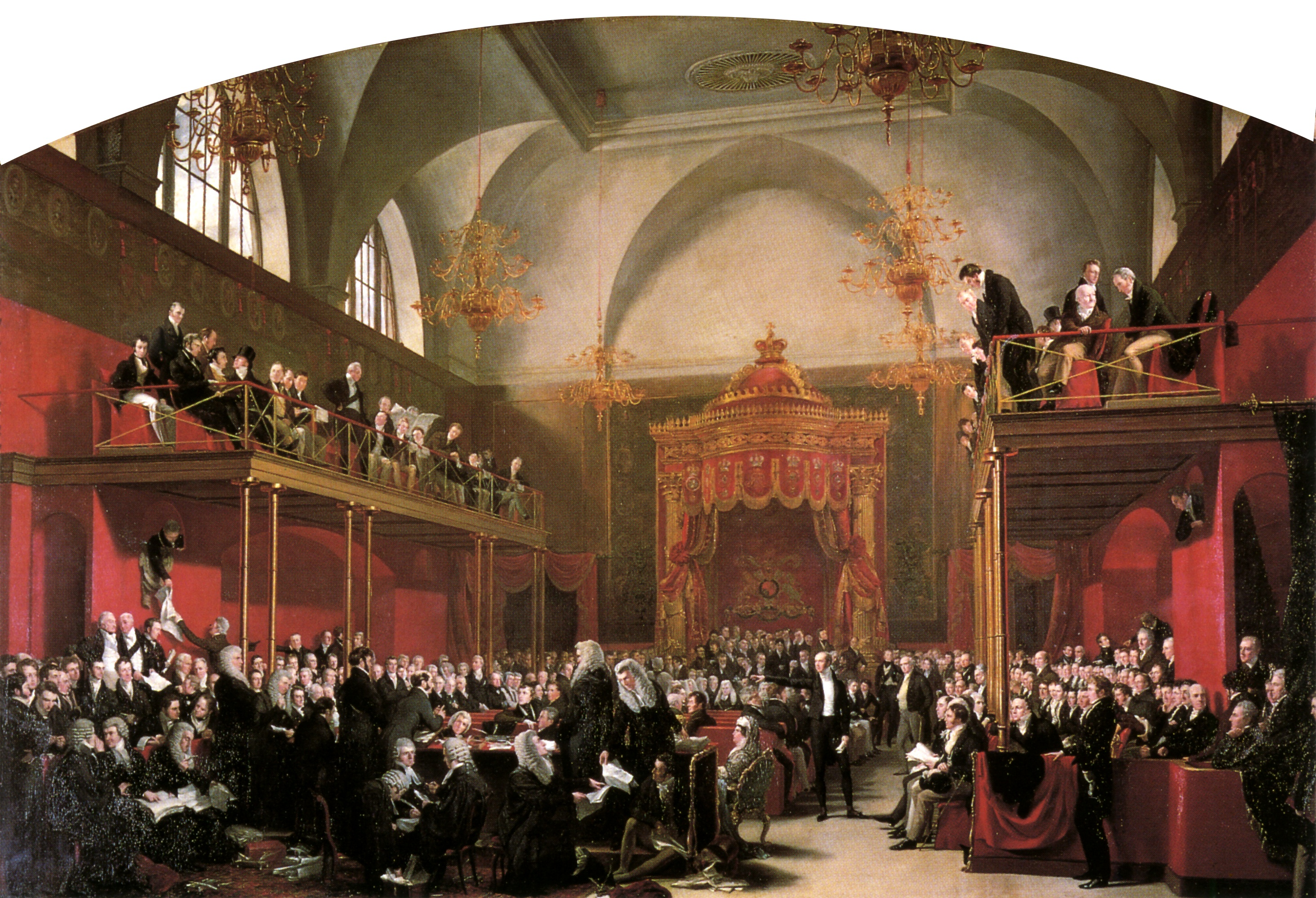
George Hayter, Der Prozess der Königin Caroline, 1820

Als ihr Gemahl 1820 den britischen Thron bestieg, stellte er die Forderung an sie, sich künftig des Namens und der Rechte einer Königin des Vereinigten Königreichs zu enthalten und nie auf die britischen Inseln zurückzukehren. Sie wies jedoch den Antrag zurück und hielt sogar unter dem Jubel des Volkes am 6. Juni einen triumphalen Einzug in London. Nun aber trat Lord Liverpool mit einer Anklage auf Ehebruch im Parlament gegen sie auf, und es begann der skandalöse Prozess gegen Königin Caroline. Am 17. August 1820 begann die Anhörung im House of Lords. Fast aus allen Ländern hatte die Regierung Zeugen geladen; einige davon mussten eingestehen, finanzielle Vorteile aus ihren Aussagen gezogen zu haben. Auch die öffentliche Stimme sprach sich stark zu Gunsten der von Henry Brougham verteidigten Königin aus. Am 10. November 1820 stimmte das Oberhaus mit einer knappen Mehrheit von nur 9 Stimmen der Pains and Penalties Bill zu. Damit war klar, dass diese Gesetzesvorlage anschließend auf keine Zustimmung im House of Commons treffen würde. Lord Liverpool verkündete unmittelbar nach der Auszählung der Stimmen, dass die Regierung die Gesetzesvorlage zurückziehen werde. Brougham behauptete in seinen Jahrzehnte später veröffentlichten Memoiren, er habe über zweifelsfreie Beweise für die Eheschließung zwischen dem Prince of Wales und Maria Fitzherbert verfügt und hätte bei einem ungünstigen Anhörungsverlauf für die Königin tatsächlich das Recht auf die Thronfolge von Georg IV. in Frage gestellt, da eine katholische Eheschließung ein solches nach dem Act of Settlement ausschloss.

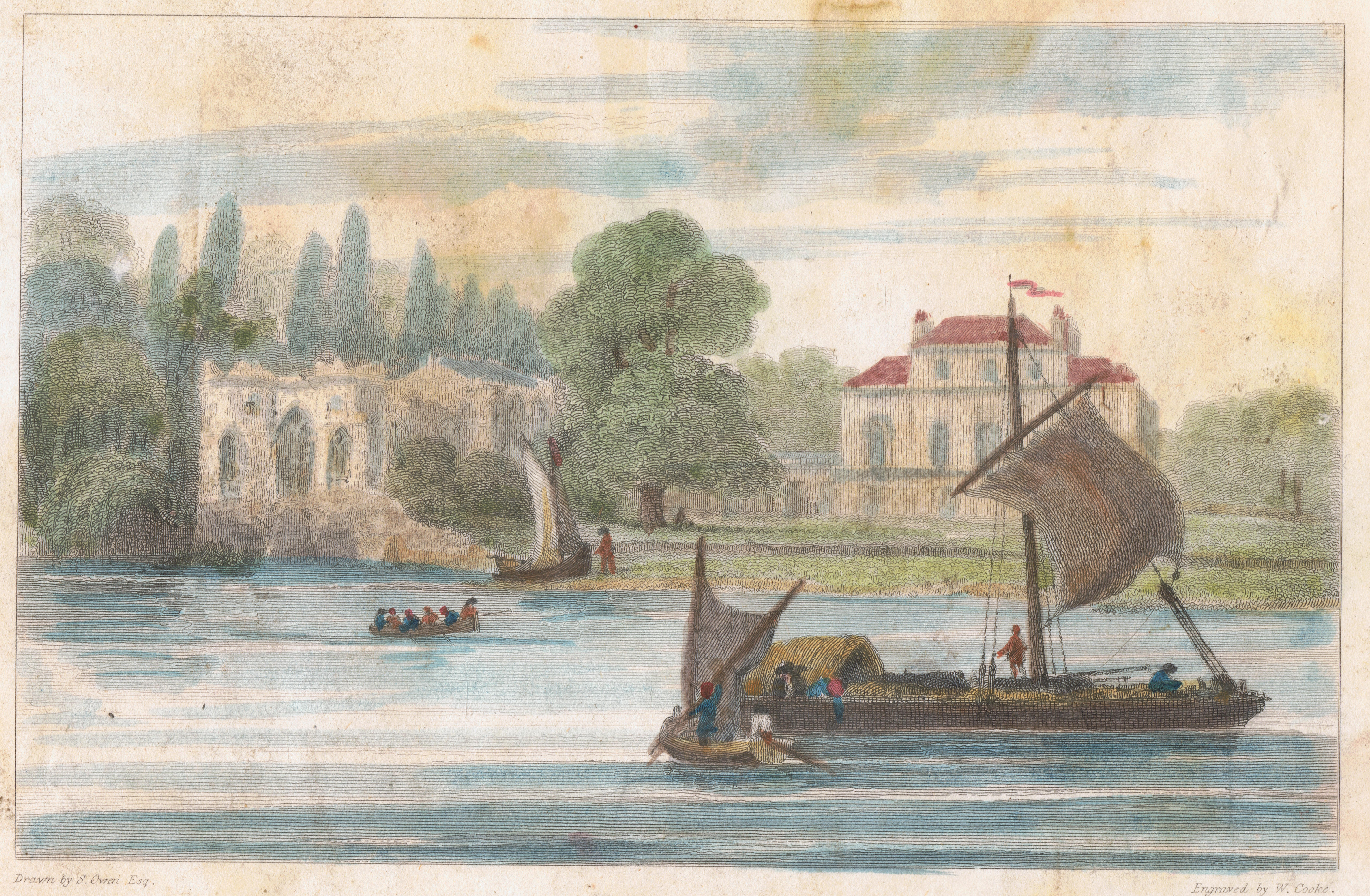
Brandenburgh House in Fulham

Caroline lebte hierauf im Brandenburgh House in Fulham im Genuss königlichen Ranges; von der Krönung ihres Gemahls 19. Juli 1821 wurde sie indes zurückgewiesen, obwohl sie an der Portaltür um Einlass ersuchte.
Sie starb kurz darauf am 7. August 1821 nach dem Genuss eines Glases Limonade, im Glauben, vergiftet worden zu sein. Die wahrscheinlichere Todesursache war vermutlich eine Unterleibserkrankung. Ihre Ärzte behandelten sie dagegen mit gigantischen Dosen von Kalomel, und nur hohe Gaben von Opiaten machten ihr Leben zuletzt noch erträglich. Ihre letzten Worte waren: „Die Ärzte erkennen meine Krankheit nicht. Es sitzt hier“ – wobei sie die rechte Hand aufs Herz legte. Ihr Leichnam wurde, ihrem letzten Willen gemäß, nach Braunschweig gebracht und dort im Dom an der Seite ihres Vaters bestattet.
Ihre Tochter Charlotte war als Gemahlin des späteren Königs der Belgier, Leopolds I., schon im November 1817 bei der Geburt eines totgeborenen Sohnes verstorben.

## Literatur

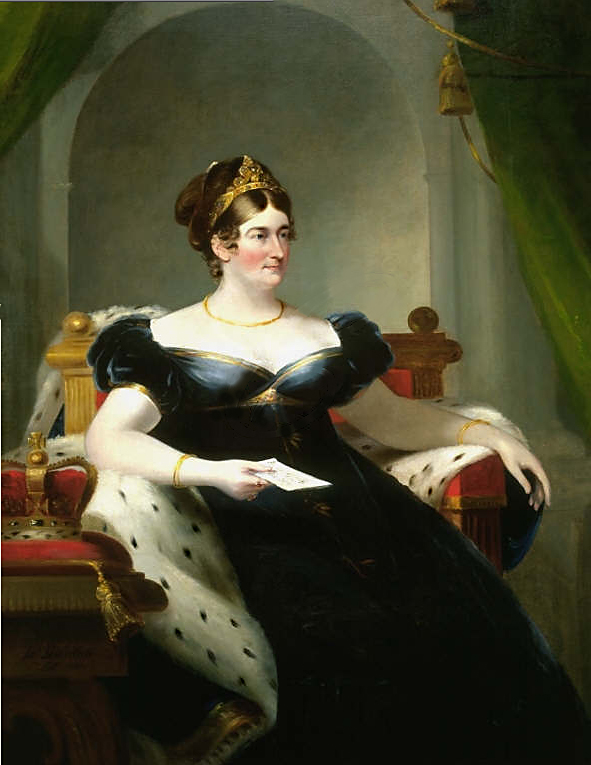
Caroline als Königin